# 迪米特里耶·約蒂奇

迪米特里耶·約蒂奇（Dimitrije Ljotić，1891年8月12日—1945年4月23日），塞爾維亞和南斯拉夫的法西斯主義者，於1935年創立激進組織南斯拉夫民族运动，並於第二次世界大戰期間在塞爾維亞軍事管轄區與納粹德國合作。被南斯拉夫流亡政府认定为叛国者。1945年4月23日，他所乘坐的汽车从南斯拉夫阿伊多夫什契納的一座桥上坠落，当场死亡。